# Zorgho (Tougouri)
Pour les articles homonymes, voir Zorgho.
Zorgho est une localité située dans le département de Tougouri de la province du Namentenga dans la région Centre-Nord au Burkina Faso. 

## Éducation et santé
Le centre de soins le plus proche de Zorgho est le centre médical (CM) de Tougouri tandis que le centre médical avec antenne chirurgicale (CMA) de la province se trouve à Boulsa.
Zorgho possède une école primaire privée.